# 上村春树
上村春树（1951年2月14日—）是一名日本男子柔道运动员。他在1976年蒙特利尔夏季奥林匹克运动会中，参加了男子柔道比赛并获得开放级金牌。